# António Costa
António Luís Santos da Costa (São Sebastião da Pedreira, Lisboa, 17 de juliol de 1961) és un jurista i dirigent polític portuguès, alcalde de Lisboa entre 2007 i 2015 i secretari general del Partit Socialista. El 26 de novembre de 2015 es va convertir en el Primer Ministre de Portugal fins al 7 de novembre de 2023, moment en el qual va renunciar a causa de l'esclat d'un cas de corrupció. Des de desembre de 2024 és president del Consell Europeu.

## Biografia
Nascut a la freguesia de São Sebastião da Pedreira pertanyent a Lisboa, el 1961, Costa és fill de l'escriptor Orlando António da Costa (1929-2006), reconegut poeta i escriptor de filiació comunista nascut a Moçambic i criat a l'antiga colònia de Goa a l'Índia, i de la periodista Maria Antònia Palla.
És llicenciat en Dret per la Facultat de Dret de la Universitat de Lisboa, on va ser membre de l'Associació Acadèmica (1982-1984) i director de la Revista da AAFDL entre 1986 i 1987. Va fer un postgrau en Estudis Europeus a l'Institut Europeu de la Universitat Catòlica Portuguesa. Abans de començar la seva carrera política va exercir l'advocacia.

## Carrera política
La seva carrera política va començar, quan encara estudiava, a l'Ajuntament de Lisboa, el 1982, on va estar-se durant onze anys. Entre 1991 i 1995 va ser diputat a l'Assemblea de la República. El 1993 es converteix en el candidat i, finalment regidor, de l'alcaldia de Loures. Ocupà la Secretaria Nacional del Partit Socialista el 1994 i va formar part del govern de Portugal durant la primera legislatura d'António Guterres com a secretari d'Estat d'afers parlamentaris entre 1995 i 1997. En 1997 va ser el membre del govern responsable de l'Expo '98 i entre 1997 i 1999, ministre d'Afers Parlamentaris.
Després de les eleccions legislatives portugueses de 1999, que suposaren una nova victòria per majoria relativa del PS d'António Guterres, ocupà la cartera del Ministeri de Justícia fins al 2002.
Entre el 2002 i el 2004, mentre el Partit Socialista era a l'oposició i governava José Manuel Durão Barroso, que guanyà les eleccions legislatives portugueses de 2002, Costa exercí de president del Grup Parlamentari Socialista, deixant el càrrec el març de 2004 per preparar les eleccions al Parlament Europeu de 2004, en les què resultà escollit diputat, exercint de Vicepresident del Parlament Europeu.
Amb la victòria socialista per majoria relativa a les eleccions legislatives portugueses de 2005, José Sócrates fou nomenat pel President de Portugal com a Primer Ministre de Portugal dimití de diputat al Parlament Europeu per exercir de ministre de l'Interior entre el 2005 i 2007, quan va abandonar el Govern per convertir-se en candidat a les eleccions municipals de Lisboa, en les quals va sortir vencedor amb el 29,54 % dels vots.
El 2007 va ser elegit vicepresident per a la península Ibèrica de la Unió de Ciutats Capitals Iberoamericanes (UCCI). António Costa ha estat, també, un dels comentaristes del programa de debat i anàlisi política Quadratura do Círculo, que es pot veure al canal SIC Notícies. Sócrates va ser reelegit a les eleccions legislatives portugueses de 2009 amb majoria absoluta i Costa en les municipals de 2013.
En 2014 es va convertir en secretari general del Partit Socialista, obtenint el segon lloc en les eleccions legislatives portugueses de 2015, per darrere de la coalició conservadora encapçalada per Pedro Passos Coelho, que va guanyar tot i que en minoria.

### Primer ministre de Portugal
Després que Pedro Passos Coelho no aconseguís el suport del parlament per ser primer ministre portuguès, el Partit Socialista va aconseguir el suport del Bloc d'Esquerra (BE) com del Partit Comunista (PCP) en un acord inaudit en 42 anys de democràcia que va permetre a Costa convertir-se en primer ministre del país el 26 de novembre de 2015 malgrat haver quedat en segona posició a les eleccions legislatives portugueses de 2015.
El 20 de desembre de 2015 va anunciar la venda de Banif, amb capital majoritari de l'Estat portuguès, al Grupo Santander, per evitar la seva liquidació. Els partits d'esquerra van aprovar l'adopció homoparental de parelles casades, tot i que en primera instància el president de la República, Aníbal Cavaco Silva, va vetar el document, però el Parlament va confirmar la proposta i Cavaco Silva va promulgar la llei, que va entrar en vigor l'1 de març de 2016.
El pacte de legislatura no es va repetir en després de les eleccions legislatives portugueses de 2019, però Costa va poder governar amb acords puntuals amb els seus socis. A més de la inestabilitat política per la manca d'acord, el segon govern de govern Costa va estar dominat per la pandèmia de COVID-19, que va convertir a Portugal en un dels països més afectats del món per la pandèmia, amb una taxa de mortalitat de 25,8 per 1 milió i una taxa d'infecció de 1.090 per 1 milió. Entre l'1 de gener i el 30 de juny de 2021, António Costa va presidir el Consell de la Unió Europea.
El 27 d'octubre de 2021, l'Assemblea va rebutjar els pressupostos de l'Estat proposats pel govern socialista, amb el vot en contra tant del Bloc d'Esquerra com del PCP i en conseqüència, el 4 de novembre de 2021 el president Marcelo de Sousa va anunciar eleccions anticipades en les quals el Partit Socialista va aconseguir un govern majoritari inesperat a l'Assemblea, el segon en la història del partit.
El tercer govern d'António Costa va resultar molt inestable amb diversos escàndols o polèmiques que l'afectaren. A mitjans de 2023, el govern ja havia patit 13 dimissions, d'11 secretaris d'estat i de dos ministres.

### Dimissió
El 7 de novembre va presentar la seva dimissió en resposta a la investigació oberta pel Tribunal Suprem per aclarir si havia comès alguna irregularitat en el suport de diversos projectes empresarials, però el Tribunal d'Apel·lació de Lisboa no va apreciar indicis de trànsit d'influències a l'operació Influencer. A les eleccions legislatives portugueses de 2024 els portuguesos van escollir un Govern de centredreta encapçalat per Luís Montenegro.

### President del Consell d'Europa
Després de les eleccions al Parlament Europeu de 2024, Costa va ser vist com el candidat favorit a la Presidència del Consell Europeu. El 27 de juny de 2024, António Costa va ser elegit president del Consell Europeu, un dels tres càrrecs de lideratge més importants de la Unió Europea, pels 27 líders dels estats membres de la UE. Va començar el càrrec l'1 de desembre de 2024 rellevant Charles Michel.